# Clasificación de Asia para los Juegos Olímpicos de Múnich 1972
La Clasificación de Asia para los Juegos Olímpicos de Múnich 1972 se disputó del 28 de mayo de 1971 al 3 de junio de 1972 para determinar a los tres países que participarían en los Juegos Olímpicos de Múnich 1972.

## Resultados

### Grupo 1
Todos los partidos se jugaron en Corea del Sur.
| País          | J | G | E | P | GF | GC | GD  | Pts |
| ------------- | - | - | - | - | -- | -- | --- | --- |
| Malasia       | 4 | 4 | 0 | 0 | 12 | 0  | +12 | 8   |
| Corea del Sur | 4 | 3 | 0 | 1 | 16 | 2  | +14 | 6   |
| Japón         | 4 | 2 | 0 | 2 | 14 | 7  | +7  | 4   |
| Filipinas     | 4 | 1 | 0 | 3 | 4  | 19 | -15 | 2   |
| Taiwán        | 4 | 0 | 0 | 4 | 1  | 19 | -28 | 0   |

| 23 de septiembre de 1971 | Malasia                           | 3 - 0 | Japón | Estadio Dongdaemun, Seoul, Corea del Sur               |                                                        |
|                          | Syed 46' 84' · Looi Loon Teik 82' |       |       | Asistencia: 15000 espectadores Árbitro(s): Lee Kan Chi | Asistencia: 15000 espectadores Árbitro(s): Lee Kan Chi |

| 25 de septiembre de 1971 | Filipinas                             | 3 - 0 | Taiwán | Estadio Dongdaemun, Seoul, Corea del Sur |  |
|                          | Crame 9' · Martínez 11' · Delgado 65' |       |        |                                          |  |

| 25 de septiembre de 1971 | Corea del Sur | 0 - 1 | Malasia  | Estadio Dongdaemun, Seoul, Corea del Sur                     |                                                              |
|                          |               |       | Syed 51' | Asistencia: 25000 espectadores Árbitro(s): Nguyễn Quang Toại | Asistencia: 25000 espectadores Árbitro(s): Nguyễn Quang Toại |

| 27 de septiembre de 1971 | Japón                                                                       | 8 - 1 | Filipinas    | Estadio Dongdaemun, Seoul, Corea del Sur                  |                                                           |
|                          | Ogi 9' (pen.) 41' · Kamamoto 12' 52' 73' · Tomizawa 42' 44' · Yoshimura 61' |       | Martínez 62' | Asistencia: 8000 espectadores Árbitro(s): Suvaree Wanchai | Asistencia: 8000 espectadores Árbitro(s): Suvaree Wanchai |

| 27 de septiembre de 1971 | Malasia                                              | 3 - 0 | Taiwán | Estadio Dongdaemun, Seoul, Corea del Sur |  |
|                          | Liu Chen-kuo 23' (a.g.) · Salleh 42' · Loon Teik 45' |       |        |                                          |  |

| 29 de septiembre de 1971 | Corea del Sur                                                                      | 6 - 0 | Filipinas | Estadio Dongdaemun, Seoul, Corea del Sur               |                                                        |
|                          | Park Soo-duk 46' 55' 85' · Chung Kyu-poong 60' · Choi Jae-mo 65' · Lee Cha-man 70' |       |           | Asistencia: 25000 espectadores Árbitro(s): Lee Kan Chi | Asistencia: 25000 espectadores Árbitro(s): Lee Kan Chi |

| 29 de septiembre de 1971 | Japón                                               | 5 - 1   | Taiwán           | Estadio Dongdaemun, Seoul, Corea del Sur                    |                                                             |
|                          | Kamamoto 13' 71' 81' · Yoshimura 48' · Miyamoto 60' | Reporte | Kam Min-kang 88' | Asistencia: 8000 espectadores Árbitro(s): Nguyễn Quang Toại | Asistencia: 8000 espectadores Árbitro(s): Nguyễn Quang Toại |

| 2 de octubre de 1971 | Corea del Sur                          | 2 - 1 | Japón     | Estadio Dongdaemun, Seoul, Corea del Sur                       |                                                                |
|                      | Park Soo-duk 47' · Chung Kyu-poong 83' |       | Nagai 52' | Asistencia: 30000 espectadores Árbitro(s): Govindasamy Suppiah | Asistencia: 30000 espectadores Árbitro(s): Govindasamy Suppiah |

| 2 de octubre de 1971 | Malasia                                                 | 5 - 0 | Filipinas | Estadio Dongdaemun, Seoul, Corea del Sur |  |
|                      | Choon Wah 20' · Loon Teik 36' 67' · Syed 44' · Mohd 80' |       |           |                                          |  |

| 4 de octubre de 1971 | Corea del Sur | 8 - 0 | Taiwán | Estadio Dongdaemun, Seoul, Corea del Sur |                                      |
|                      | Chung Kyu-poong 7' 89' · Park Soo-duk 11' 55' · Chung Gang-ji 26' · Park Lee-chun 33' · Lee Cha-man 68' · Kim Ki-hyo 84' |       |        | Árbitro(s): Daniel Anthony Matulessy     | Árbitro(s): Daniel Anthony Matulessy |

### Grupo 2
Todos los partidos se jugaron en Birmania.

#### Partidos de Ubicación
| 20-3-1972 | Indonesia                                | 4 – 0 | Tailandia | Bogyoke Aung San Stadium, Rangoon |  |
|           | Sihasale 13' 69' · Idris 49' · Kadir 82' |       |           |                                   |  |

| 21-3-1972 | Birmania                             | 4 – 3 | India                        | Bogyoke Aung San Stadium, Rangoon |  |
|           | Than Soe 11' 14' · Win Maung 24' 41' |       | Singh 26' · Dastidar 44' 50' |                                   |  |

| 22-3-1972 | Israel                                 | 3 – 0 | Ceilán | Bogyoke Aung San Stadium, Rangoon |  |
|           | Calderón 12' · Bar Nur 52' · Borba 70' |       |        |                                   |  |

#### Fase de grupos

##### Grupo A
| País      | J | G | E | P | GF | GC | GD | Pts |
| --------- | - | - | - | - | -- | -- | -- | --- |
| Israel    | 2 | 2 | 0 | 0 | 2  | 0  | +2 | 4   |
| Indonesia | 2 | 1 | 0 | 1 | 4  | 3  | +1 | 2   |
| India     | 2 | 0 | 0 | 2 | 2  | 5  | -3 | 0   |

| 25-3-1972 | Indonesia                                  | 4 – 2 | India                            | Bogyoke Aung San Stadium, Rangoon |  |
|           | Sihasale 10' · Waskito 16' 38' · Kadir 75' |       | S. Chowdhury 57' · D.Nataraj 89' |                                   |  |

| 28-3-1972 | India | 0 – 0 | Israel       | Bogyoke Aung San Stadium, Rangoon |  |
|           |       |       | Spiegler 50' |                                   |  |

| 30-3-1972 | Israel      | 1 – 0 | Indonesia | Bogyoke Aung San Stadium, Rangoon |  |
|           | Sarussi 47' |       |           |                                   |  |

##### Grupo B
| País      | J | G | E | P | GF | GC | GD  | Pts |
| --------- | - | - | - | - | -- | -- | --- | --- |
| Birmania  | 2 | 2 | 0 | 0 | 12 | 1  | +11 | 4   |
| Tailandia | 2 | 1 | 0 | 1 | 5  | 7  | -2  | 2   |
| Ceilán    | 2 | 0 | 0 | 2 | 1  | 10 | -9  | 0   |

| 24-3-1972 | Ceilán      | 1 – 5 | Birmania                                                                   | Bogyoke Aung San Stadium, Rangoon |  |
|           | Fawzeer 60' |       | Than Soe 20' 80' · Aye Maung Lay 38' · Win Maung 55' · Khin Maung Tint 73' |                                   |  |

| 26-3-1972 | Tailandia                                           | 5 – 0 | Ceilán | Bogyoke Aung San Stadium, Rangoon |  |
|           | Sudsa-ard 17' 27' 29' · Suvantada 39' · Kitboon 44' |       |        |                                   |  |

| 29-3-1972 | Birmania | 7 – 0 | Tailandia | Bogyoke Aung San Stadium, Rangoon |  |
|           | Aye Maung Gyi 9' · Silprasit 18' (a.g.) · Tin Aung Moe 35' · Win Maung 66' 88' · Aye Maung Lay 79' · Ye Nyunt 83' |       |           |                                   |  |

#### Fase Final
|  | Semifinales        | Semifinales        |  |                    | Final              | Final |  |
|  |                    |                    |  |                    |                    |       |  |
|  |                    |                    |  |                    |                    |       |  |
|  | 1 de abril de 1972 |                    |  |                    |                    |       |  |
|  | Israel             | 0 (2)              |  |                    |                    |       |  |
|  | Tailandia          | 0 (4)              |  |                    |                    |       |  |
|  |                    |                    |  |                    |                    |       |  |
|  |                    |                    |  |                    |                    |       |  |
|  |                    |                    |  |                    |                    |       |  |
|  |                    |                    |  |                    |                    |       |  |
|  |                    |                    |  |                    |                    |       |  |
|  |                    |                    |  |                    |                    |       |  |
|  |                    |                    |  |                    | Tercer lugar       |       |  |
|  | 2 de abril de 1972 | 2 de abril de 1972 |  | 4 de abril de 1972 | 4 de abril de 1972 |       |  |
|  | Birmania           | 3                  |  | Tailandia          | 0                  |       |  |
|  | Indonesia          | 0                  |  |                    | Birmania           | 1     |  |

##### Semifinales
| 1-4-1972 | Israel | 0 – 0 (2 – 4 p.) | Tailandia | Bogyoke Aung San Stadium, Rangoon |  |

| 2-4-1972 | Birmania                         | 3 – 0 | Indonesia | Bogyoke Aung San Stadium, Rangoon |  |
|          | Win Maung 16' 52' · Ye Nyunt 59' |       |           |                                   |  |

##### Final
| 4-4-1972 | Birmania     | 1 – 0 | Tailandia | Bogyoke Aung San Stadium, Rangoon |  |
|          | Than Soe 59' |       |           |                                   |  |

### Grupo 3

#### Primera Ronda
| Equipo 1        | Agr. | Equipo 2 | Ida | Vuelta | 3er partido |
| --------------- | ---- | -------- | --- | ------ | ----------- |
| Corea del Norte | 1–0  | Siria    | 0–0 | 1-0    |             |
| Líbano          | 2–3  | Irak     | 1–0 | 0-1    | 1-2         |

| 28-5-1971 | Corea del Norte | 0–0 | Siria | Kim Il Sung Stadium, Pyongyang |  |
|           |                 |     |       | Árbitro(s): Yao                |  |

| 1-6-1971 | Siria | 0–1 (Global 0-1) | Corea del Norte | Estadio Abbasiyyin, Damasco |  |
|          |       |                  | Kim 30'         |                             |  |

| 20-6-1971 | Líbano       | 1–0 | Irak | Camille Chamoun Sports City Stadium, Beirut |                         |
|           | Torikian 58' |     |      | Árbitro(s): Nejat Şener                     | Árbitro(s): Nejat Şener |

| 14-7-1971 | Irak       | 1–0 | Líbano | Al-Shaab Stadium, Baghdad |  |
|           | Jassam 55' |     |        |                           |  |

| 19-9-1971 | Irak                           | 2–1 (Global 3-2) | Líbano    | Beylerbeyi 75. Yıl Stadium, Istanbul, Turquía |  |
|           | D.Aziz 27' (Pen.) · T.Aziz 87' |                  | Hamzé 89' |                                               |  |

#### Segunda Ronda
| Equipo 1 | Agr. | Equipo 2        | Ida | Vuelta |
| -------- | ---- | --------------- | --- | ------ |
| Irak     | 1–3  | Corea del Norte | 1–0 | 0–3    |
| Irán     | 4-0  | Kuwait          | 2-0 | 2–0    |

| 12-11-1971 | Irak      | 1–0 | Corea del Norte | Al-Shaab Stadium, Baghdad |  |
|            | Hatim 12' |     |                 |                           |  |

| 28-11-1971 | Corea del Norte                | 3–0 (Global 3-1) | Irak | Kim Il Sung Stadium, Pyongyang |  |
|            | Hwang 20' · Yoon 43' · Rae 58' |                  |      |                                |  |

| 3-12-1971 | 1964                     | 2–0 | Kuwait | Amjadieh Stadium, Tehran |  |
|           | Parvin 27' · Jabbari 47' |     |        |                          |  |

| 15-1-1972 | Kuwait | 0–2 (Global 0-4) | Irán                      | Panathinaikos Stadium, Atenas, Grecia |  |
|           |        |                  | Mazloomi 49' · Parvin 76' |                                       |  |

#### Tercera Ronda
| Equipo 1        | Agr. | Equipo 2 | Ida | Vuelta | 3er partido |
| --------------- | ---- | -------- | --- | ------ | ----------- |
| Corea del Norte | 0-2  | Irán     | 0–0 | 0–0    | 0–2         |

| 3-5-1972 | Corea del Norte | 0–0     | Irán | Kim Il Sung Stadium, Pyongyang                           |                                                          |
|          |                 | Reporte |      | Asistencia: 70000 espectadores Árbitro(s): Ojing Mung Ae | Asistencia: 70000 espectadores Árbitro(s): Ojing Mung Ae |

| 26-5-1972 | Irán | 0–0     | Corea del Norte | Amjadieh Stadium, Tehran                                |                                                         |
|           |      | Reporte |                 | Asistencia: 30000 espectadores Árbitro(s): Sabah Fallah | Asistencia: 30000 espectadores Árbitro(s): Sabah Fallah |

| 3-6-1972 | Irán                     | 2–0 (Global 2-0) | Corea del Norte | Army Stadium, Rawalpindi, Pakistán                     |                                                        |
|          | Iranpak 27' · Kalani 47' | Reporte          |                 | Asistencia: 5000 espectadores Árbitro(s): Bahadar Khan | Asistencia: 5000 espectadores Árbitro(s): Bahadar Khan |

## Clasificados
- Malasia
- Birmania
- Irán